# Barcsay Károly (jogász)
Barcsay Károly (Zsáka, 1894. június 8. – Budapest, 1970. október 22.) ügyvéd, vármegyei főügyész, az utolsó bihari főispán.

## Élete
A Hajdú-Bihar megyei Zsáka református rektorának legidősebb gyermeke volt. Egyetemi tanulmányai közben hívták be katonának, végigharcolta az első világháborút, az orosz fronttól az olasz hadszínterekig, és főhadnagyként szerelt le.
Megalapította a zsákai Hangya Szövetkezetet, mozit nyitott, özveggyé vált édesanyjának épített egy házat, és amikor meghallotta, hogy az úri társaság fitymálva beszél róla, bement Berettyóújfaluba, ügyvédi irodát nyitott, hadbíró századossá léptették elő, a Bihar vármegyei cserkészek vezető tisztje lett (1942-ben a Bihar megyei Barátkán megrendezte az utolsó cserkész nemzeti „nagytábor”-t). 1936-ban főjegyzővé választották, majd vármegyei tiszti főügyésznek nevezték ki, ezzel a ranggal lett a visszacsatolt Nagyvárad és Bihar vármegye tisztségviselője is 1940-ben. 1944 szeptemberében kapott főispáni kinevezést. Nem volt optimista, jelszava a beiktatáskor: „Zord idő jött akkor, de bármi is bére, Valakinek állani kell a ház küszöbére.”
1944. október 12-én Nagyvárad és Bihar vármegye szovjet és román megszállása következtében a történelmi Bihar vármegye jó része szovjet katonai, majd román polgári közigazgatás keretében ismét elszakadt a történelmi Magyarországtól. A Horthy kormányzó uralta ország számottevő politikusai bíztak abban, hogy a „művelt” nyugati országok nem engedik át Közép-Európa nagy részét és Kelet-Európát a rettegett bolsevista hatalomnak, ami jelentős USA-segítséggel Európa közepéig, az Elbáig hatolt. Horthy Miklós országlásának utolsó kormánya a Lakatos vezérezredes elnökletével megalakított, úgynevezett „kiugrási kormány” lett 1944 szeptemberében. Ennek a kormánynak utolsó Bihar vármegyei főispánja volt dr. Barcsay Károly, jogvégzett közigazgatási szakember, a vármegye tiszti főügyésze. A jóhiszemű „kiugrási kormány” októberben még Nagyvárad thj. város főispánjává is kinevezte, és eskütételre felrendelte Budapestre.
1944 október végén, Horthy kormányzó lemondatása után, Barcsay Károly is lemondott főispáni megbízásáról.
Elhunyt 1970. október 22-én, örök nyugalomra helyezték 1970. október 28-án a rákoskeresztúri Új köztemetőben.